# باليو فاليرو
باليو فاليرو: (باليونانية:Παλαιό Φάληρο)، (بالإنجليزية:Palaio Faliro)، مدينة يونانية ومركز لبلدية تقع في جنوب وسط البلاد وهي تقع ضمن مقاطعة جنوب أثينا التي تتبع إدارياً لإقليم آتيكا الإداري.

## الموقع والسكان
باليو فاليرو هي أحد ضواحي أثينا الجنوبية إذ تبعد مسافة 9 كيلومتر عن مركز العاصمة، تحدها من الشمال بلديتي كاليثيا وَ نيا سميرني, من الشرق أغيوس ديمتريوس. من الجنوب أليموس ومن الغرب الخليج الساروني. تمتد المدينة على مسافة 4 كيلومترعلى طول ساحل الخليج الساروني.
بلغ عدد سكان المدينة حوالي 65 ألف نسمة (إحصائيات 2001).

## التسمية والتاريخ
كانت باليو فاليرو أول وأقدم ميناء ومنفذ بحري لـأثينا، وقد ذكرها مؤرخون قدماء مثل هيرودوتوس وباوسانياس، وأشاروا أيضاً أن مؤسسها هو فاليرو (Faliro) حفيد إرخثيوس (Erchtheos) ملك أثينا.
عندما بنى ثيمستوكليس ميناء بيرايوس استمرت المدينة بلعب دور الميناء الثاني لأثينا.
كان لاسم فاليرو ذكر بشكل متقطع خلال القرون الوسطى وحتى الفترة العثمانية، ولكن أول تطور حقيقي في البلدة حدث بعد عام 1833، عندما وصلت إليها أول وسيلة مواصلات وهي الـترام الذي وصلها مع أثينا. بدأ أغنياء أثينا ببناء القصور والدارات في باليو فاليرو مستغلين موقعها الجميل وشاطئها الرملي.

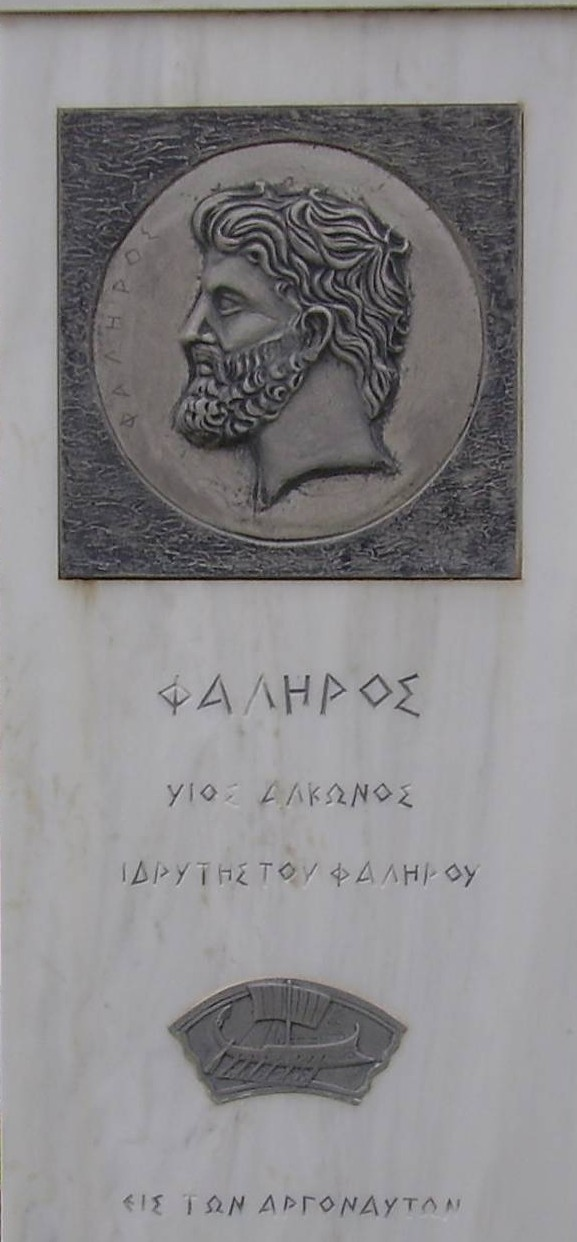
فاليروس: المؤسس المفترض للمدينة

أصبحت عام 1942 بلدية وفي عام 1962 أصبحت ضاحية أثينية.

## متفرقات
- تمتلك المدينة شواطئ رملية ومنتجعات وهي الضاحية الأثينية الوحيدة التي لها مثل هذه الشواطئ.
- توجد في المدينة العديد من القصور ذات النمط المعماري النيوكلاسيكي والتي يعود تاريخها لأواخر القرن التاسع عشر، مثل قصر كولورا (Kouloura).
- اكتشفت حديثاً آثار لميناء باليو فاليرو القديمة، وذلك على بعد 350 م عن ساحل المدينة الحالي، كما أنه تم اكتشاف تمثال كبير يبلغ طوله 1.8 متر أثناء إحدى عمليات البناء فيها.
- أغلب أراضي المدينة الحالية هي مناطق حضرية وسكنية، وتوجد فيها منطقة أعمال وتجارة على طول جادة بوسيدونوس GR-89.
- تمتلك المدينة مارينا حديثة تسمى مارينا تروكاديرو (Trokadero)، جعل قسم منها كحديقة ومتحفاً للتاريخ البحري والملاحي، وتستخدم سفينة أفيروف (Averoff) العسكرية المثبتة في الميناء كجزء من هذا المتحف.

## وصلات خارجية
- موقع المدينة الرسمي